# Entomoplasmatales
Az Entomoplasmatales a baktériumok Mollicutes osztályába tartozó rend, legismertebb képviselői a Spiroplasma nemzetség tagjai. A név „entomo-” előtagja arra utal, hogy az Entomoplasma és Mesoplasma baktériumai gyakran rovarokban lelhetők föl.